# Familie Bundschuh – Bundschuh vs. Bundschuh
Familie Bundschuh – Bundschuh vs. Bundschuh ist ein deutscher Fernsehfilm der Regisseurin Franziska Meyer Price aus dem Jahr 2023. Die Komödie ist der achte Teil der Familie-Bundschuh-Filmreihe und basiert auf einer Idee von Andrea Sawatzki.

## Handlung
Gundula nimmt eines Tages den Bürgermeister im Auto mit und macht ihm Vorschläge, mit welchen sinnvollen Maßnahmen man das Dorf Oehna wieder zum Leben erwecken könnte. Er lädt sie daraufhin zur Gemeinderatssitzung ein, zu der sie Gerald etwas widerwillig begleitet. Als der Bürgermeister von Geralds Position als Oberfinanzdirektor erfährt, schlägt er diesen kurzerhand als Kandidaten für seine Nachfolge vor – zur völligen Verwunderung von Gundula. Gerald kann sich schnell mit dem Gedanken anfreunden, Bürgermeister zu werden; Mutter Susanne und Schwager Hadi unterstützen ihn. Die Aussicht, Bürgermeistergattin zu werden, findet Gundula schrecklich und sie beschließt, gegen ihren Mann zu kandidieren.
Der Wahlkampf spaltet die Gemeinde und auch in der Familie Bundschuh brechen Fronten auf. Gerald hat Mutter und Schwager auf seiner Seite, Schwägerin Rose sieht durch Gundulas Pläne für sich die Möglichkeit, den Gottesdienst wieder einzuführen und selbst die Predigten zu halten. Während Gerald viel in Werbung investiert, sucht Gundula die Dorfbewohner auf, um deren Probleme zu erfragen, ihr Nachbar unterstützt sie bei der Gestaltung eines überzeugenden Flyers. Gundula kann die Bürgermeisterwahl schließlich mit 262 zu 256 Stimmen äußerst knapp für sich entscheiden. Dies führt zwischen den Eheleuten zu einer Krise.
Ein Projekt, das Gundula am Herzen liegt, ist die Wiedereröffnung des alten Konsums. Mit Unterstützung der Dorfgemeinschaft gelingt es ihr, diesen wieder instand zu setzen, Schwiegermutter Susanne eröffnet in dazugehörigen Räumen einen Erotikshop. Gerald unterstützt Gundula bei den Finanzangelegenheiten und versucht nebenbei ungefragt, Investoren für eine Schweinemastanlage zu finden, was in der Dorfgemeinschaft zu Auseinandersetzungen führt. Bei einer Veranstaltung wird Gundula deswegen mit Schweineblut attackiert.
Gundula versucht, das Projekt Konsum voranzubringen, doch zweimal finden Sabotageaktionen statt. Einmal wird die Stromversorgung ausgeschaltet, wodurch die Kühltruhen auftauen, und zu guter Letzt ein Brand verursacht wird, sodass alles ausbrennt. Sohn Matz und Freundin Paula finden mit einer angebrachten Kamera heraus, dass Frank Winkelmann von der Bauaufsicht den Brand gelegt hat – er gesteht daraufhin, dass er das Grundstück gegen Schmiergeld einem Bauunternehmer zuschanzen wollte.
Die Dorfgemeinschaft packt an, um den Konsum trotz aller Schäden wieder herzurichten. Gundula und Gerald freuen sich über die Solidarität in Oehna.

## Hintergrund
Familie Bundschuh – Bundschuh vs. Bundschuh wurde im Auftrag des ZDF von Ziegler Film produziert und im Oktober bzw. November 2022 in Berlin und in Oehna, einem Ortsteil der Gemeinde Niedergörsdorf in Brandenburg, gedreht.
Drehbuchautor Stefan Kuhlmann zeichnete auch für Woanders ist es auch nicht ruhiger, den sechsten Teil der Reihe aus dem Jahr 2021, verantwortlich.
Dem ZDF antwortete Andrea Sawatzki in einem Interview auf die Frage, was Gundula Bundschuh für das Amt der Bürgermeisterin prädestiniere, folgendes: „Dass sie gut zuhören kann und die Bedürfnisse durchaus ernst nimmt, zeichnet sie aus. Sie verspricht nicht ins Leere hinein, sie kämpft bis aufs Messer, um ihre Ziele durchzusetzen. Die harte Schale hat sie sich während der Ehe mit Gerald zugelegt.“ Demgegenüber sei Gerald weniger aufgeregt und emotional, ein echter Zahlenmensch, wie Darsteller Axel Milberg erläutert:  „Er ist ja als leitender Beamter einer Finanzbehörde vertraut mit Vorgängen wie Firmengründungen, Wirtschaftshilfe, Projektierung, Bauplanungen und staatlicher Förderung. Steuervorteile! Das ist seine Expertise, so hat es der Bürgermeister verstanden, und solche wie ihn gibt’s in der Gemeinde nicht viele.“

## Rezeption

### Kritiken
Tilmann P. Gangloff gibt dem Film in seiner Besprechung bei tittelbach.tv insgesamt 4 von 6 Sternen.

### Einschaltquoten
Die Erstausstrahlung am 2. Oktober 2023 im ZDF wurde von 3,93 Millionen Zuschauern gesehen. Das entsprach einem Marktanteil von 16,2 Prozent.